# Le Violeur et la Voyeuse
Le Violeur et la Voyeuse (Busted Wheeler) est un roman policier de l’écrivain australien Carter Brown publié en 1979 aux États-Unis et en Australie . Cependant, les droits d'auteur datent de 1977.
Le roman est traduit en français dès 1978, dans la collection Carré noir, ce qui justifie la mention "inédit" figurant sur la première de couverture, puisque les éditions en anglais ne paraîtront qu'un an plus tard. La traduction, prétendument "de l'américain", est signée France-Marie Watkins. C'est une des nombreuses aventures du lieutenant Al Wheeler, bras droit du shérif Lavers dans la ville californienne fictive de Pine City ; la quarante-troisième traduite aux Éditions Gallimard. Le héros est aussi le narrateur.

## Résumé
Le lieutenant Wheeler croyait interrompre une tentative de viol : il se retrouve accusé d'avoir brutalement agressé le supposé violeur, avec une demi-douzaine de témoins et des photographies des faits ; et il est donc suspendu de la police ... C'est un piège tendu par Edward Sloan, gros bonnet de Pine City, qui donne huit jours à Al Wheeler pour retrouver sa fille Nancy, 21 ans, kidnappée depuis cinq jours, sans que les ravisseurs se soient manifestés. Si la mission est remplie, les accusations contre le lieutenant disparaîtront aussitôt ... Mission ardue, étant donné le nombre d'ennemis de Sloan, y compris Nancy qui ne lui a jamais pardonné le suicide de sa mère. Wheeler lui-même, contraint de mener l'enquête officieusement, se déchaîne, dédaignant la Barbie que Sloan a mise à son service pour s'offrir en revanche la future épouse dudit Sloan, envoyant à l'hôpital, via la cage d'escalier, les gros bras envoyés pour le calmer, prenant pour alliés tous les ennemis de Sloan tout en cherchant à retrouver la mystérieuse Nancy - qui assistait passivement mais régulièrement à des week-ends orgiaques.

## Personnages
- Al Wheeler, lieutenant enquêteur au bureau du shérif de Pine City.
- Le shérif Lavers.
- Annabelle Jackson, secrétaire du shérif.
- Doc Murphy, médecin légiste.
- Ed Sanger, technicien du laboratoire criminel.
- Jamie, le "violeur" victime d'Al Wheeler.
- Edward Sloan, homme d'affaires expéditif à Pine City.
- Nancy, sa fille, kidnappée.
- Barbie, "fille à tout faire" de Sloan.
- Henry, maître d'hôtel de Sloan.
- Rod Hansen et George Kirk, chefs d'entreprise associés, victimes de Sloan.
- Avril Lawrence, future épouse de Sloan.
- Marty Jurgens et son épouse, victimes de Sloan.
- Jules Fenwick, conseiller en investissements, victime de Sloan.
- Brad Spencer, petit ami de Nancy Sloan.
- Chet Haynes, Louis, Mike, amis de Brad Spencer.
- Max et Floyd, nervis.
- Artie Kluger, organisateur de parties échangistes.
- Bonnie, une de ses invitées.

## Édition
- Carré noir no 270, 1978,  (ISBN 207043270X).